# Coupe du monde de triathlon 2000
Navigation
Édition précédente Édition suivante
La coupe du monde de triathlon 2000 est composée de 10 courses organisées par la Fédération internationale de triathlon (ITU). Chacune des courses est disputée au format olympique soit 1500 m de natation, 40 km de cyclisme et 10 km de course à pied.

## Étapes de l'épreuve
| Date       | Lieu           | Format | Homme             | Femme             |
| ---------- | -------------- | ------ | ----------------- | ----------------- |
| 26 mars    | Rio de Janeiro | M      | Dmitriy Gaag      | Carol Montgomery  |
| 1er avril  | Big Island     | M      | Hamish Carter     | Michellie Jones   |
| 9 avril    | Ishigaki       | M      | Courtney Atkinson | Rina Hill         |
| 16 avril   | Sydney         | M      | Peter Robertson   | Michellie Jones   |
| 8 juillet  | Toronto        | M      | Simon Lessing     | Carol Montgomery  |
| 16 juillet | Tokyo          | M      | Chris Hill        | Rina Hill         |
| 30 juillet | Corner Brook   | M      | Craig Walton      | Barbara Lindquist |
| 6 août     | Tiszaújváros   | M      | Martin Krňávek    | Loretta Harrop    |
| 12 août    | Lausanne       | M      | Andrew Johns      | Siri Lindley      |
| 5 novembre | Cancún         | M      | Oscar Galíndez    | Siri Lindley      |

## Par nation
| Rang | Nation           | Victoires |
| ---- | ---------------- | --------- |
| 1    | Australie        | 9         |
| 2    | Canada           | 3         |
| 2    | États-Unis       | 3         |
| 4    | Argentine        | 1         |
| 4    | Kazakhstan       | 1         |
| 4    | Nouvelle-Zélande | 1         |
| 4    | Tchéquie         | 1         |
| 4    | Royaume-Uni      | 1         |

## Classements généraux
| Rang               | Nom             |
| ------------------ | --------------- |
| Médaille d'or      | Dmitriy Gaag    |
| Médaille d'argent  | Hamish Carter   |
| Médaille de bronze | Simon Whitfield |
| 4                  | Peter Robertson |
| 5                  | Craig Walton    |
| 6                  | Ivan Rana       |
| 7                  | Olivier Marceau |
| 8                  | Shane Reed      |
| 9                  | Martin Krňávek  |
| 10                 | Greg Bennett    |

| Rang               | Nom                 |
| ------------------ | ------------------- |
| Médaille d'or      | Michellie Jones     |
| Médaille d'argent  | Carol Montgomery    |
| Médaille de bronze | Siri Lindley        |
| 4                  | Brigitte McMahon    |
| 5                  | Rina Hill           |
| 6                  | Stephanie Forrester |
| 7                  | Barbara Lindquist   |
| 8                  | Machiko Nakanishi   |
| 9                  | Nicole Hackett      |
| 10                 | Sharon Donnelly     |